# Thái Lập Thành
Thái Lập Thành (* 1899 bei Bạc Liêu; † 31. Juli 1951 in Sa Đéc, Mekongdelta, Indochina) war ein profranzösischer vietnamesischer Kolonialbeamter und Politiker.
Während des Indochinakrieges amtierte er für die Bảo-Đại-Regierung (Staat Vietnam) ab 1950 als Gouverneur von Südvietnam (Thủ hiến Nam Việt). Er löste in diesem Amt Trần Văn Hữu ab, der zum Premierminister aufgestiegen war. Thái Lập Thành galt allerdings trotz der hohen Position als politisch wenig bedeutsam.
Am 31. Juli 1951 fiel er, gemeinsam mit dem französischen Regionalbefehlshaber General Charles Chanson, während einer Inspektionstour in der Stadt Sa Đéc im Mekongdelta einem Selbstmordattentat zum Opfer: Ein junger Vietnamese sprengte sich unmittelbar neben den beiden mit einer Granate in die Luft. Der Gouverneur war sofort tot, der General starb einige Stunden später. Für das Attentat wurden zunächst die Việt Minh verantwortlich gemacht; wahrscheinlicher ist allerdings die Beteiligung des Cao-Đài-Milizenführers Trình Minh Thế. Die Regierung nahm das Attentat zum Anlass, die paramilitärische Jugend-Miliz der Đại-Việt-Partei (Thanh niên Bảo quốc Đoàn) zu verbieten.
In Saigon wurde eine Straße nach ihm benannt (Đường Thái Lập Thành, seit 1975 Đông Du).